# Monolingüisme
El monolingüisme és l'ús d'una única llengua per un individu o la població d'un territori. Estadísticament és molt menys freqüent que el plurilingüisme, per diversos motius:
- Molts estats reconeixen més d'una llengua oficial perquè hi conviuen diversos pobles
- En els estats oficialment monolingües pot haver-hi comunitats amb llengües pròpies, fruit dels moviments de fronteres històrics
- A l'escola s'aprèn una segona llengua
- La immigració fa que hi hagi una forta barreja idiomàtica a tot el món

Tenen més probabilitat de ser monolingües els parlants de llengües força esteses o bé de grups aïllats.